# Молине (Павија)
Молине је насеље у Италији у округу Павија, региону Ломбардија.
Према процени из 2011. у насељу је живело 119 становника. Насеље се налази на надморској висини од 382 м.